# 北海道道1124号近文停車場緑町線
北海道道1124号近文停車場緑町線（ほっかいどうどう1124ごう ちかぶみていしゃじょうみどりまちせん）は、北海道旭川市内を結ぶ一般道道（北海道道）である。

## 概要

### 路線データ
- 起点：北海道旭川市緑町20丁目（JR北海道 函館本線 近文駅）
- 終点：北海道旭川市緑町25丁目（国道12号旭川新道交点）
- 総延長：0.951 km[1][注釈 1]
- 実延長：0.695 km[1][注釈 1]
- 重用延長：0.256 km[1][注釈 1]

### 道路管理者
- 上川総合振興局 旭川建設管理部 事業課

## 歴史
- 1994年（平成6年）4月1日 - 路線認定[2]。北海道道799号近文停車場嵐山公園線は同日付けで廃止[3]。

当路線の前身は、北海道道799号近文停車場嵐山公園線の一部区間である。

## 路線状況

### 重複区間
- 北海道道487号近文停車場線（旭川市緑町20丁目）

## 地理

### 通過する自治体
- 上川総合振興局
  - 旭川市

### 交差する道路
旭川市
- 北海道道487号近文停車場線 - 緑町20丁目（重複）
- 国道12号旭川新道 - 緑町25丁目（終点）

### 沿線にある施設など
旭川市
- JR北海道 函館本線 近文駅